# Wolfgang Behrends
Wolfgang Behrends (* 12. Januar 1926 in Oberhausen; † 7. Juli 2009) war ein deutscher Diplomat, der unter anderem Botschafter in Ägypten und Kanada war.

## Leben
Nach dem Abitur absolvierte Behrends ein Studium und trat nach Beendigung des Studiums in den Auswärtigen Dienst ein. Nach Abschluss der Laufbahnprüfung für den höheren Dienst folgten Verwendungen an verschiedenen Auslandsvertretungen sowie in der Zentrale des Auswärtigen Amtes in Bonn.
Ende der 1960er-Jahre war er als Vortragender Legationsrat stellvertretender Referatsleiter für NATO, militärische Angelegenheiten der WEU sowie Verteidigung im Auswärtigen Amt. In dieser Funktion wurde er am 14. Juli 1967 zum Vortragenden Legationsrat Erster Klasse und Leiter dieses Referats befördert.
Aufgrund dieser Erfahrungen wurde Behrends am 30. Oktober 1973 im Rang eines Botschafters Leiter der bundesdeutschen Delegation bei den Mutual and Balanced Force Reductions (MBFR), den in Wien begonnenen „Verhandlungen über die gegenseitige Verminderung von Streitkräften und Rüstungen und damit zusammenhängende Maßnahmen in Europa“.
Im Februar 1977 wurde vermutet, dass Behrends, Mitglied der SPD, aufgrund seiner bei den MBFR-Verhandlungen erworbenen Kenntnisse als Nachfolger des in den Ruhestand getretenen Hellmuth Roth neuer Beauftragter für Abrüstungsfragen des Auswärtigen Amtes würde. In diese Funktion wurde jedoch der der CDU nahestehende Friedrich Ruth von Bundesaußenminister Hans-Dietrich Genscher berufen.
Im Juli 1978 wurde er als Nachfolger des in den Ruhestand getretenen Hans-Georg Steltzer Botschafter in Ägypten. Nach nur einjähriger Verwendung in diesem Amt folgte ihm bereits im Oktober 1979 Hans-Joachim Hille, der bisherige Beauftragte für Nah- und Mittelostpolitik des Auswärtigen Amtes.
Als Nachfolger von Erich Strätling, der in den Ruhestand versetzt wurde, erhielt er 1983 seine Akkreditierung als Botschafter in Kanada. Dort war er bis zu seiner eigenen Versetzung in den Ruhestand im Dezember 1990 tätig, ehe ihm Anfang 1991 Richard Ellerkmann folgte, der zuvor Botschafter im Irak war.

## Auszeichnungen
- 1979: Bundesverdienstkreuz am Bande
- 1982: Großes Goldenes Ehrenzeichen mit dem Stern für Verdienste um die Republik Österreich[8]
- 1980: Großoffizier des Ordens des Infanten Dom Henrique